# Giới (Phật giáo)
Bài này viết về một thuật ngữ trong Phật giáo, các nghĩa khác xem Giới (định hướng).
Có hai thuật ngữ Giới đồng âm dị nghĩa trong Phật học.

## Giới (戒)
Giới(戒) là gì? (zh. 戒, sa. शील śīla, pi. sīla) là giới luật mà tăng, ni cũng như người tu tại gia phải tuân thủ.
Nguyên nhân gì phải giữ giới?
- Bạch Thế Tôn, các thiện giới có ý nghĩa gì, có lợi ích gì?
- Này Ananda, các thiện giới có ý nghĩa không có hối tiếc, có lợi ích không có hối tiếc.
- Nhưng bạch Thế Tôn, không có hối tiếc có ý nghĩa gì, có lợi ích gì?
- Này Ananda, không có hối tiếc có ý nghĩa hân hoan, có lợi ích hân hoan.
- Bạch Thế Tôn, nhưng hân hoan có ý nghĩa gì, có lợi ích gì?
- Này Ananda, hân hoan có ý nghĩa hoan hỷ, có lợi ích hoan hỷ.
- Nhưng bạch Thế Tôn, hoan hỷ có ý nghĩa gì, có lợi ích gì?
- Này Ananda, hoan hỷ có ý nghĩa khinh an, có lợi ích khinh an.
- Nhưng bạch Thế Tôn, khinh an có ý nghĩa gì, có lợi ích gì?
- Này Ananda, khinh an có ý nghĩa an lạc, có ích lợi an lạc.
- Nhưng bạch Thế Tôn, an lạc có ý nghĩa gì, có lợi ích gì?
- Này Ananda, an lạc có ý nghĩa định, có lợi ích định.
- Nhưng bạch Thế Tôn, định có ý nghĩa gì, có lợi ích gì?
- Này Ananda, định có ý nghĩa như thật tri kiến, có lợi ích như thật tri kiến.
- Nhưng bạch Thế Tôn, như thật tri kiến có ý nghĩa gì, có lợi ích gì?
- Này Ananda, như thật tri kiến có ý nghĩa nhàm chán, ly tham, có lợi ích nhàm chán, ly tham.
- Nhưng bạch Thế Tôn, nhàm chán, ly tham có ý nghĩa gì, có lợi ích gì?
- Này Ananda, nhàm chán, ly tham có ý nghĩa giải thoát tri kiến, có lợi ích giải thoát tri kiến.
Phương pháp nào khiến Thiện giới không bị bỏ quên?
Mười giới cho Tỉ-khâu, Tỉ-khâu-ni và Sa-di (sa. śrāmaṇera) là: 
1. Không giết hại
2. Không trộm cắp
3. Không tà dâm
4. Không nói dối
5. Không say sưa
6. Không ăn quá bữa
7. Không tham đắm âm nhạc quá mức và hát xướng cùng các trò chơi khác
8. Không xức dầu thơm, trang điểm
9. Không ngủ giường cao, đệm êm
10. Không dính líu chuyện tiền bạc phiền hà thế gian.

Năm giới đầu (ngũ giới) được áp dụng cho Cư sĩ, Phật tử tại gia, và trong một số ngày đặc biệt có thể lên đến tám (Bố-tát).
Giới là những quy định tự nhiên trong đời sống thông thường, trong lúc đó Luật được hiểu là quy luật dành cho những người xuất gia, sống trong chùa chiền hay thiền viện. Giới được nhắc tới như một phần trong ba nhóm của Bát chính đạo, một trong Tam học cũng là một của các hạnh Ba-la-mật-đa.
Trong Đại thừa Phật giáo, người ta phân ra hai loại giới: Hiển và mật. Mười hiển giới tại đây có khác với mười giới nêu trên chút ít và có giá trị như nhau cho tăng, ni và cư sĩ (ngoài giới thứ 3), được ghi lại trong kinh Phạm võng (sa. brahmajālasūtra):
1. Không sát sinh;
2. Không lấy những gì người ta không cho;
3. Không tà dâm;
4. Không nói dối;
5. Không mua bán rượu;
6. Không nói về hành động xấu của người khác;
7. Không tự khen mình, chê người;
8. Sẵn lòng bố thí;
9. Không giận hờn;
10. Không phỉ báng Tam bảo.

Mười giới này - loại trừ giới thứ 3 ra - là quy định chung cho tăng, ni và giới Cư sĩ.
Mười hiển giới nêu trên rất quan trọng, có ích về khía cạnh đạo lý thế gian và cả khía cạnh cơ sở của một cuộc đời hành đạo xuất thế. Hành giả không thể tiến xa nếu thâm tâm còn vướng mắc vào những vọng niệm - mà những vọng niệm này chính là kết quả của một cách sống không tôn trọng giới luật, không có ý thức. Nhưng dù có chí thế nào đi nữa thì hành giả cũng khó lòng thực hiện, giữ được trọn vẹn mười giới trên và phạm giới trong một mức độ nào đó là một hậu quả khó tránh. Nhưng vi phạm giới không làm ngăn cản bước đường tu đạo, với điều kiện là hành giả phải thật sự ăn năn hối lỗi, nguyện không tái phạm. Với sự tiến triển trên con đường tu tập, những kết quả tốt đẹp đạt được qua phương pháp Toạ thiền như Bi, Trí, dũng, những lần vi phạm giới luật sẽ tự giảm dần. Nhưng việc cần phải chú trọng tuyệt đối chính là việc giữ vững niềm tin nơi Phật pháp. Nếu mất lòng tin nơi Phật-đà, chân lý Phật đã trực chứng và những lời khuyến khích của chư vị Tổ sư thì Đạo không thể nào thành, Vô minh không thể nào đoạn diệt và giải thoát vượt khỏi tầm tay.
Dưới dạng Mật giới, hành giả nguyện rằng:
1. Không lìa chính pháp;
2. Không xao lãng việc tu tập;
3. Không tham lam, không ích kỉ;
4. Lúc nào cũng giữ lòng từ bi với chúng sinh;
5. Không phỉ báng một tông phái nào của Phật giáo;
6. Không bám chặt vào bất cứ cái gì;
7. Không ôm ấp vọng tưởng;
8. Khuyến khích chúng sinh phát tâm Bồ-đề;
9. Thuyết giảng giáo pháp Đại thừa cho những người theo Tiểu thừa;
10. Luôn luôn bố thí cho chư vị Bồ Tát.

## Giới (界)
Giới (zh. 界, sa. pi. dhātu, bo. khams ཁམས་) là cảnh giới, không gian, yếu tố. Là khái niệm quan trọng của đạo Phật, có nhiều nghĩa:
1. Một trong Tứ đại chủng (zh. 四大種, sa., pi. mahābhūta), bốn yếu tố của vũ trụ;
2. Một trong sáu yếu tố, gồm có: Tứ đại, Hư không (zh. 虛空, sa. ākāśa) và Thức (zh. 識, sa. vijñāna);
3. Chỉ Tam giới (zh. 三界, sa. triloka), tức là dục giới (zh. 欲界, sa. kāmadhātu), sắc giới (zh. 色界, sa. rūpadhātu) và vô sắc giới (zh. 無色界, sa. arūpadhātu);
4. Mười tám yếu tố tạo điều kiện cho tâm thức hình thành gồm có sáu giác quan (Lục căn), sáu đối tượng của sáu giác quan (Lục trần), và sáu thức (Lục thức) được sinh ra từ đây.